# Politikåret 1867

## Händelser
- 1 mars – Nebraska blir delstat i USA.[1]
- 10 april –  Urbano Rattazzi efterträder Bettino Ricasoli som Italiens konseljpresident.[2]
- 1 juli – Dominionen Kanada utropas, med John A. Macdonald som premiärminister.[3]
- 18 oktober – USA köper Alaska från Ryssland.[4]
- 27 oktober – Luigi Federico Menabrea efterträder Urbano Rattazzi som Italiens konseljpresident.[2]

## Födda
- 9 april – Chris Watson, australisk politiker, premiärminister 1904.
- 3 augusti – Stanley Baldwin, brittisk politiker, premiärminister 1923–1924, 1924–1929 och 1935–1947.
- 2 oktober – Nilo Peçanha, brasiliansk politiker, president 1909–1910.

### Fotnoter
1. ↑  ”Nebraska” (på engelska). World Statesmen. http://www.worldstatesmen.org/US_states_N.html#Nebraska. Läst 29 juli 2015.
2. 1 2  ”Italy” (på engelska). World Statesmen. http://www.worldstatesmen.org/Italy.htm. Läst 31 juli 2015.
3. ↑  ”Canada” (på engelska). World Statesmen. http://www.worldstatesmen.org/Canada.html. Läst 29 juli 2015.
4. ↑  ”Alaska” (på engelska). World Statesmen. http://www.worldstatesmen.org/US_states_A-D.html#Alaska. Läst 29 juli 2015.